# Gevangenis van Mikluš
De Gevangenis van Mikluš (Slowaaks: Miklušova väznica) is gelegen in het oude stadscentrum van Košice, aan de Pri Miklušovej väznici (vertaald: Buurt van de Mikluš-gevangenis), aan de hoek met de Hrnčiarska.

## Functie
Deze voormalige stadsgevangenis bestaat uit twee met elkaar verbonden woningen uit de eerste helft van de 15e eeuw. Aan het begin van de 17e eeuw werden beide huizen aangepast om te worden benut als cachot en martelkamer : reden waarom het gebouw in het oude Košice een beruchte reputatie genoot.
In die tijd woonde hier ook de toenmalige stadsbeul. Volgens de overlevering dankt het bouwwerk zijn naam aan Mikluš, de wrede folteraar in dienst van prins Rákóczi.
De penitentiaire functies bleven behouden tot 1909. Sedertdien werd de inrichting overgedragen aan het "Museum van Opper-Hongarije" (thans het "Oost-Slowaaks Museum"), teneinde er een tentoonstelling over de geschiedenis van Košice in onder te brengen. Dit doel werd pas waargemaakt na een uitgebreide renovatie in de jaren 1940-1942. Tegenwoordig kan men in het gebouw op drie verdiepingen exposities bekijken over de lokale geschiedenis en gildehistorie. In de kelder ziet men folter- en executiegereedschap.

## Stijl
De Mikluš-gevangenis is heden ten dage een van de weinige bewaard gebleven gotische gebouwen in Košice.

## Externe koppeling
Landkaart - Mapa